# Unhate (коммуникационная кампания)
UNHATE — проект компании Benetton Group, запущенный в ноябре 2011 года. На русский язык название переводится как «Не ненавидь» или «Против ненависти». Данный проект состоит из рекламной кампании UNHATE, короткометражного фильма UNHATE и инсталляции «Голубь». В рамках данного проекта компанией Benetton также была учреждена организация UNHATE Foundation.

## Описание

### Рекламная кампания
Рекламная кампания UNHATE была разработана агентствами Italy Fabrica Treviso и 72andSunny и запущена 16 ноября 2011 года. Её центральная тема — поцелуй между мировыми политическими и религиозными лидерами, который Benetton рассматривает как универсальный символ любви. Он объединяет людей не только физически, но и эмоционально, делая людей более терпимыми друг к другу. Кампания представляет собой серию из нескольких рекламных постеров, на которых изображены мировые политические и религиозные лидеры с диаметрально противоположными взглядами, обменивающиеся дружескими поцелуями. Барак Обама целуется на двух разных снимках с китайским лидером Ху Цзиньтао и бывшим президентом Венесуэлы Уго Чавесом, канцлер Германии Ангела Меркель — с французским экс-президентом Николя Саркози и Сильвио Берлускони, палестинский президент Махмуд Аббас — с израильским премьер-министром Биньямином Нетаньяху, а Ким Чен Ир с президентом Южной Кореи Ли Мён Баком, а Папа Римский Бенедикт XVI с имамом каирской мечети Аль-Азхар Ахмедом Мохамедом Эль-Тайебом. Спустя сутки после запуска кампании Benetton исключил две серии плакатов из рекламного продвижения: один — с изображением Папы Римского — по просьбе Ватикана, второй — с Берлускони — в связи с его отставкой.
Как сообщает газета The Huffington Post, бренд не просил у лидеров, изображенных на снимках, разрешения на использование их фото.
Поцелуй между политическими и религиозными лидерами —
символический образ примирения, с оттенком легкой иронии, надежды и провокации, который подталкивает людей к размышлениям о том, что политика, вера и идеи, даже если они в корне различны и противоречат друг другу, должны тем не менее вести к диалогу и сотрудничеству.
С точки зрения кампании, неважно, кто мы, откуда мы, какая у нас вера, сексуальная ориентация или взгляды, мы одна человеческая раса, поэтому в мире не должно существовать дискриминации.

### Фильм
Частью проекта стал одноименный короткометражный фильм. В нём моменты любви, объятий и страсти тесно переплетены с нарастающей агрессией, вспышками гнева и пролитой кровью. Фильм построен на контрасте конфликта и любви, грань между которыми не всегда очевидна. В нём режиссёр целенаправленно использовал неоднозначные образы: флиртующий или полный ненависти взгляд; массовые волнения, восстания или всеобщий праздник; драки или танцы. Его целью было показать зрителям зыбкость грани между противоположными чувствами, такими как любовь и ненависть.

### Инсталляция
В рамках данного проекта Benetton также представил 4-метровую инсталляцию, автором которой стал Эрик Равело. Инсталляция представляет собой скульптуру голубя, которая была создана из 22 тысяч стреляных гильз, собранных в горячих точках планеты. Фотографии голубя были размещены в магазинах Benetton и в Интернете, а оригинальная скульптура выставлялась в разных странах мира.

## UNHATE Foundation
UNHATE Foundation — часть масштабного проекта Benetton по продвижению культуры толерантности и терпимости во всем мире, а также борьбы против ненависти во всех её проявлениях. В задачи организации входит распространение идей добра и терпимости в мировом масштабе, вне зависимости от нации, религии, политических режимов и личных мировоззрений.
Сегодня мы переживаем огромное количество потрясений, но при этом испытываем и немало надежд, связанных с нашим будущим. Наша компания решила напомнить о том, что значит толерантность и предоставить гражданам каждого государства возможность подумать о том, как рождается ненависть, откуда появляется страх перед другими людьми, нациями, их культурой и ценностями 
Основными принципами деятельности фонда являются:
- борьба с ненавистью и дискриминацией во всех её формах
- поддержка новых поколений, молодежи, которая привлекается для участия в информационных кампаниях и мероприятиях в области образования
- распространение искусства, в качестве ключевого инструмента фонда в его деятельности, направленной против ненависти и дискриминации

Целью фонда является привлечение внимания общественности к проявлениям ненависти и поощрение позитивных действий против нетерпимости.

## Реакция на кампанию
Рекламная кампания активно обсуждалась в СМИ и вызвала неоднозначную реакцию как среди общественности, так и в международном сообществе.
Некоторые печатные издания отказались от публикации рекламы, в том числе International Herald Tribune, the Guardian и Elle Francia. Тем не менее, крупные и хорошо известные издания, такие как The Economist, Newsweek, Le Monde и Für Sie все же сделали это.
Ватикан крайне негативно отреагировал на рекламный постер с изображением Папы Римского, назвав его «неприемлемым». По его просьбе изображение с Бенедиктом XVI было изъято из материалов кампании и удалено с официального сайта компании Benetton.
Представители Ватикана заявили, что это было абсолютно недопустимое использование изображения Папы Римского для манипуляции им в коммерческих целях.
Это свидетельство полного отсутствия уважения к Папе, оскорбление чувств верующих, пример того, как реклама пренебрегает уважением к людям, привлекая внимание через провокацию.
Реакция Белого дома также была негативной. Его официальный представитель Эрик Шульц заявил, что «Белый дом в течение многих лет проводит политику, которая демонстрирует его негативное отношение к вопросу использования имени президента в коммерческих целях».
Также высказывались предположения, что рекламная кампания могла стать частью стратегии стимулирования продаж с целью увеличения прибыли, так как последние несколько лет рост прибыли компании Benetton, по сравнению с её прямыми конкурентами, был незначителен. «Эта кампания является первой частью трех-этапного плана по возрождению бренда Benetton». В таком случае кампания UNHATE была лишь способом привлечь внимания СМИ к бренду и напомнить о себе её потребителям.
Несмотря на критику в адрес рекламной кампании и неоднозначную реакцию со стороны представителей власти, многие оценили её как прогрессивную и современную. Таким образом, общество разделилось на два лагеря: тех, кто считает её оскорблением чувств верующих, PR кампанией для достижения коммерческих целей, и тех, кто считает провокацию неотъемлемой частью рекламных кампаний Benetton и верит в благие намерения кампании противостоять «культуре ненависти» в мире.
Одна из израильских газет так охарактеризовала рекламную кампанию: «Мы гордимся быть частью такой современной и выдающейся кампании, как UNHATE Benetton. Рекламные постеры, размещенные вдоль главных дорог страны, создают необычную экспозицию и выглядят сексуально, к чему сейчас стремится каждый современный человек».

## Результаты кампании
После запуска кампании::
- её просмотрело более 500 миллионов пользователей по всему миру
- традиционные СМИ опубликовали более 3000 статей
- более 600 телевизионных сюжетов было показано в 60 странах мира
- в течение первых нескольких недель кампания стала одной из пяти главных тем в запросах Google и темой для публикаций в Twitter
- после выхода кампании количество людей, следящих за странице бренда в Facebook увеличилось на 60 %

## Награды
Рекламная кампания выиграла гран-при на Каннском фестивале рекламы в 2012 году. 17 из 18 членов жюри отметили универсальность кампании и её социально ответственную направленность. По мнению жюри, кампания выделялась среди остальных, так как не подчинялась никаким правилам.
Тем не менее, стоит отметить, что информация о изъятии из рекламы постера с Папой Римским была опущена, так и не попав в шоу.